# Manchester United Football Club 2007-2008
Questa pagina raccoglie i dati riguardanti il Manchester United Football Club nelle competizioni ufficiali della stagione 2007-2008.

## Stagione

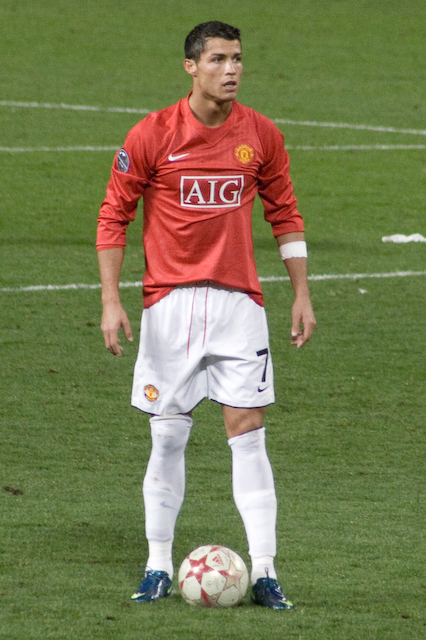
Ronaldo, miglior marcatore della Champions League con otto reti.

Nel 2008 il Manchester United si conferma campione d'Inghilterra, tornando a vincere anche in Europa dove l'ultima affermazione risaliva al 1999: sul fronte domestico la squadra di Alex Ferguson si laurea campione all'ultima giornata e, il 21 maggio, trionfa anche in Champions sconfiggendo il Chelsea ai rigori nella finale del Lužniki. Nell'agosto 2007 i Red Devils avevano messo in bacheca anche la Community Shield, sempre battendo il Chelsea.

## Maglie e sponsor
Lo sponsor tecnico è Nike mentre lo sponsor ufficiale è AIG.
| Casa | Trasferta | Terza divisa |

## Rosa
| N. |                          | Ruolo | Calciatore              |
| -- | ------------------------ | ----- | ----------------------- |
| 1  | Paesi Bassi (bandiera)   | P     | Edwin van der Sar       |
| 2  | Inghilterra (bandiera)   | D     | Gary Neville (capitano) |
| 3  | Francia (bandiera)       | D     | Patrice Evra            |
| 4  | Inghilterra (bandiera)   | C     | Owen Hargreaves         |
| 5  | Inghilterra (bandiera)   | D     | Rio Ferdinand           |
| 6  | Inghilterra (bandiera)   | D     | Wes Brown               |
| 7  | Portogallo (bandiera)    | A     | C. Ronaldo              |
| 8  | Brasile (bandiera)       | C     | Anderson                |
| 9  | Francia (bandiera)       | A     | Louis Saha              |
| 10 | Inghilterra (bandiera)   | A     | Wayne Rooney            |
| 11 | Galles (bandiera)        | C     | Ryan Giggs              |
| 12 | Inghilterra (bandiera)   | P     | Benjamin Foster         |
| 13 | Corea del Sud (bandiera) | C     | Park Ji-sung            |
| 15 | Serbia (bandiera)        | D     | Nemanja Vidić           |
| 16 | Inghilterra (bandiera)   | C     | Michael Carrick         |
| 17 | Portogallo (bandiera)    | C     | Nani                    |
| 18 | Inghilterra (bandiera)   | C     | Paul Scholes            |
| 19 | Spagna (bandiera)        | D     | Gerard Piqué            |

| N. |                             | Ruolo | Calciatore        |
| -- | --------------------------- | ----- | ----------------- |
| 21 | Cina (bandiera)             | A     | Dong Fangzhuo     |
| 22 | Irlanda (bandiera)          | D     | John O'Shea       |
| 23 | Irlanda del Nord (bandiera) | D     | Jonny Evans       |
| 24 | Scozia (bandiera)           | C     | Darren Fletcher   |
| 25 | Inghilterra (bandiera)      | D     | Danny Simpson     |
| 26 | Inghilterra (bandiera)      | D     | Phil Bardsley     |
| 27 | Francia (bandiera)          | D     | Mikaël Silvestre  |
| 28 | Irlanda (bandiera)          | C     | Darron Gibson     |
| 29 | Polonia (bandiera)          | P     | Tomasz Kuszczak   |
| 30 | Inghilterra (bandiera)      | C     | Lee Martin        |
| 32 | Argentina (bandiera)        | A     | Carlos Tévez      |
| 38 | Inghilterra (bandiera)      | P     | Tom Heaton        |
| 39 | Inghilterra (bandiera)      | A     | Fraizer Campbell  |
| 40 | Inghilterra (bandiera)      | D     | Adam Eckersley    |
| 43 | Inghilterra (bandiera)      | D     | Sam Hewson        |
| 45 | Inghilterra (bandiera)      | A     | Febian Brandy     |
| 46 | Inghilterra (bandiera)      | D     | Richard Eckersley |
| 47 | Inghilterra (bandiera)      | A     | Danny Welbeck     |

## Risultati

### Community Shield
| Arbitro: | Halsey |

|                                 |                      |                          |
| Malouda 45’                     | Marcatori            | 35’ Giggs                |
| Pizarro Lampard Wright-Phillips | Tiri di rigore 0 – 3 | Ferdinand Carrick Rooney |

### UEFA Champions League

#### Fase a gironi
| Arbitro: | Fandel |

|  |           |             |
|  | Marcatori | 62’ Ronaldo |

| Arbitro: | Mejuto Gonzalez |

|            |           |  |
| Rooney 70’ | Marcatori |  |

| Arbitro: | Kassai |

|                         |           |                                                  |
| Rincòn 34’ Bangoura 78’ | Marcatori | 10’ Ferdinand 18’ Rooney 41’, 68’ (rig.) Ronaldo |

| Arbitro: | Wegereef |

|                                            |           |  |
| Piqué 31’ Tévez 37’ Rooney 76’ Ronaldo 88’ | Marcatori |  |

| Arbitro: | Bo Larsen |

|                         |           |          |
| Tévez 61’ Ronaldo 90+2’ | Marcatori | 21’ Abel |

| Arbitro: | Hansson |

|             |           |           |
| Mancini 71’ | Marcatori | 34’ Piqué |

#### Ottavi di finale
| Arbitro: | Medina Cantalejo |

|             |           |           |
| Benzema 54’ | Marcatori | 87’ Tévez |

| Arbitro: | Rosetti |

|             |           |  |
| Ronaldo 41’ | Marcatori |  |

#### Quarti di finale
| Arbitro: | De Bleeckere |

|  |           |                        |
|  | Marcatori | 39’ Ronaldo 66’ Rooney |

| Arbitro: | Øvrebø |

|           |           |  |
| Tévez 70’ | Marcatori |  |

#### Semifinali
| Barcellona 23 aprile 2008 Andata | Barcellona | 0 – 0 | Manchester Utd | Camp Nou\| Arbitro: \| Busacca \| |
| Arbitro:                         | Busacca    |       |                |                                   |

| Arbitro: | Fandel |

|             |           |  |
| Scholes 14’ | Marcatori |  |

#### Finale
| Arbitro: | Micheľ |

|                                                      |                      |                                                  |
| Ronaldo 26’                                          | Marcatori            | 45’ Lampard                                      |
| Tévez Carrick Ronaldo Hargreaves Nani Anderson Giggs | Tiri di rigore 6 – 5 | Ballack Belletti Lampard Cole Terry Kalou Anelka |